# Márton Tompos
Márton Kristóf Tompos (maďarsky Tompos Márton Kristóf; * 18. červen 1988, Budapešť) je maďarský politik, od roku 2022 poslanec Zemského sněmu a od roku 2024 předseda hnutí Momentum Mozgalom (MoMo).

## Biografie
Narodil se v roce 1988 v Budapešti v tehdejší Maďarské lidové republice. Vyrůstal v hlavním městě, kde roku 2007 odmaturoval na Toldy Ferenc Gimnázium. Poté absolvoval obor Dějiny a dějiny náboženství na filozofické fakultě Univerzity Loránda Eötvöse. V rámci magisterského studia byl stipendistou oboru Kaspická stuida na ADA University v ázerbájdžánském Baku. V roce 2013 dokončil studium oboru Politika, společnost a ekonomika Asie na nizozemské Univerzitě v Leidenu.

### Politická kariéra
Od roku 2016 je členem hnutí Momentum Mozgalom, za které byl v rámci široké koalice Společně pro Maďarsko v parlamentních volbách roku 2022 zvolen poslancem Zemského sněmu.
Od ledna do července 2024 byl místopředsedou hnutí Momentum Mozgalom, následně byl zvolen předsedou hnutí.

## Soukromý život
Jeho otcem je Gábor Tompos, matkou pak Éva Anna Németh, grafička a malířka, jejíž rodiče byli také umělci.
Vedle rodné maďarštiny hovoří také anglicky, italsky a německy.
Na základní škole byl nadaným šachistou.